# Corriente de oscuridad
En física e ingeniería electrónica, la corriente de oscuridad es una corriente eléctrica relativamente pequeña que fluye a través de dispositivos fotosensibles tales como un tubo fotomultiplicador, un fotodiodo o un CCD incluso cuando no está recibiendo luz. La corriente de oscuridad se debe a la generación aleatoria de electrones y huecos, que son arrastrados por el campo eléctrico. Su intensidad aumenta con la temperatura en la mayoría de los casos. Cuanto menor sea la corriente de oscuridad, mayor será la sensibilidad del detector, pues permitirá medir intensidades de corriente, y por tanto de luz, que destaquen menos sobre el ruido de fondo.